# Liste der denkmalgeschützten Objekte in Sankt Josef (Weststeiermark)
Die Liste der denkmalgeschützten Objekte in Sankt Josef (Weststeiermark) enthält die 3 denkmalgeschützten, unbeweglichen Objekte der Gemeinde Sankt Josef (Weststeiermark) im steirischen Bezirk Deutschlandsberg.

## Denkmäler
| Foto |                 | Denkmal                                                          | Standort                                            | Beschreibung | Metadaten |
| ---- | --------------- | ---------------------------------------------------------------- | --------------------------------------------------- | --- | --- |
| ja   | Datei hochladen | Schloss Rohrbach HERIS-ID: 7840 Objekt-ID: 3782                  | St. Josef 1 Standort KG: St. Josef (Weststeiermark) | Im Jahr 1367 ist der Name Friedrich von Rohrbach belegt. Vom Anfang des 16. Jahrhunderts bis 1558 gehörte der Bau der Familie Ungnad, sie und ihre Nachfolger bauten die Anlage aus. 1602 kam das Schloss zum Stift Stainz. Das Gebäude liegt unregelmäßig um einen Rechteckhof, seine Trakte besitzen teilweise Säulenarkaden. Anmerkung: Das Schloss liegt auf einem Grundstück der EZ 404 KG 61236 St. Josef (Weststeiermark), das in der Übersichtsliste als Standort angegebene Grundstück .22 existiert nicht mehr. | BDA-Hist.: Q37980394 Status: Bescheid Stand der BDA-Liste: 2025-06-30 Name: Schloss Rohrbach GstNr.: 76 Schloss Rohrbach (Weststeiermark)                        |
| ja   | Datei hochladen | Katholische Pfarrkirche Hl. Josef HERIS-ID: 7839 Objekt-ID: 3781 | Standort KG: St. Josef (Weststeiermark)             | Die Kirche wurde 1850–1858 nach romanischen Formen gebaut. Das Westportal ist mit 1861 datiert. Die Einrichtung stammt aus der Bauzeit, eine barocke Statue der hl. Barbara aus der Zeit um 1700. Anmerkung: Die Kirche liegt an der L 640 St. Josef Straße auf einem Grundstück der EZ 132 KG 61236 St. Josef (Weststeiermark). | BDA-Hist.: Q27902669 Status: § 2a Stand der BDA-Liste: 2025-06-30 Name: Katholische Pfarrkirche Hl. Josef GstNr.: .15/3 Pfarrkirche Sankt Josef (Weststeiermark) |
| ja   | Datei hochladen | Kriegerdenkmal HERIS-ID: 7882 Objekt-ID: 3825                    | Standort KG: Oisnitz                                | Das Denkmal ist eine Bildsäule. An ihr befindet sich eine Gedenktafel mit den Namen und Altersangaben der gefallenen Soldaten und Bildnischen mit Heiligenbildern. Anmerkung: Die Bildsäule liegt am Oisnitzgrabenweg an der Kreuzung mit dem Höhenweg und dem Hornweg auf einem Grundstück der KG 61230 Oisnitz. | BDA-Hist.: Q37983023 Status: § 2a Stand der BDA-Liste: 2025-06-30 Name: Kriegerdenkmal GstNr.: 1 Oisnitz Kriegerdenkmal                                          |